# Virkkusenjärvi
Virkkusenjärvi är en sjö i Finland. Den ligger i kommunen Taivalkoski i landskapet Norra Österbotten, i den norra delen av landet, 600 km norr om huvudstaden Helsingfors. Virkkusenjärvi ligger 238,1 meter över havet. Arean är 1,07 kvadratkilometer och strandlinjen är 5,18 kilometer lång. Sjön  ingår i Ijo älvs huvudavrinningsområde.   Den ligger vid sjön Kortejärvi.